# Edmund Herr
Edmund Herr (* 12. Juni 1937) ist ein ehemaliger deutscher Fußballspieler. Der zumeist im damaligen WM-System als Außenläufer agierende Spieler absolvierte in zwei Runden (1957/58, 1959/60) bei den Stuttgarter Kickers insgesamt 40 Ligaspiele in der Fußball-Oberliga Süd und erzielte dabei vier Tore.

## Karriere
Edmund Herr spielte Fußball im schwäbischen Amateurbereich bei der Sportvg Feuerbach und wechselte 1957 zu den Stuttgarter Kickers in den Vertragsspielerbereich der Oberliga Süd. Des Weiteren waren auch noch Manfred Eglin, Walter Hüttenhofer und Lothar Weise zu den Kickers gekommen. Am 3. November 1957 kam Herr unter Trainer Oswald Pfau zu seinem ersten Einsatz in der erstklassigen Oberliga, als er beim Heimspiel in der Oberliga Süd gegen Kickers Offenbach bei einer 2:3-Niederlage vor 9.000 Zuschauern in der Startelf stand. In seiner Debütsaison kam Herr auf 16 Einsätze und erzielte drei Tore. Die Kickers stiegen in die 2. Liga Süd ab.
Verstärkt durch die Neuzugänge Ludwig Hinterstocker und Heinz Lettl gelang umgehend mit dem Meisterschaftsgewinn 1958/59 in der 2. Liga die Rückkehr in die Oberliga. Herr hatte dabei 32 Ligaeinsätze mit zwei Toren absolviert. Aber auch 1959/60 erwies sich die Oberliga als sportlich zu große Hürde, erneut konnten die Kickers den Abstieg nicht verhindern. Herr hatte an der Seite von Pál Csernai 24 Rundenspiele mit einem Torerfolg bestritten.
In seinem vierten Kickers-Jahr, 1960/61, konnte zwar mit Rolf Steeb und Knut Tagliaferri unter Trainer Karl-Heinz Grindler hoffnungsvolle neue Spieler eingebaut werden, aber mit dem erreichten 8. Rang war man weit von den Aufstiegsplätzen entfernt. Herr war mit 33 Spielen und sieben Toren einer der Leistungsträger der „Blauen“ gewesen.
Nach vier Spielzeiten bei den Kickers und über 100 Einsätzen wechselte Herr zum Ligarivalen 1. FC Pforzheim, für den er bis 1967 aktiv war. In den letzten zwei Jahren der 2. Liga Süd, 1961–1963, gehörte Pforzheim zu den besten Teams des Oberligaunterbaus im Süden. 1962 belegte man den 3. und 1963 den 4. Rang. In der neu geschaffenen Regionalliga Süd kämpfte man dagegen um den Klassenerhalt, den man im vierten Jahr, 1966/67, aber mit dem 18. Rang nicht mehr abwehren konnte und in das badische Amateurlager abstieg. Nach 99 Regionalligaeinsätzen mit drei Toren war die höherklassige Laufbahn für Edmund Herr beendet.
Anschließend war er wieder bei den Kickers tätig und trainierte dort die Junioren.